# هومر س. بليك
هومر س. بليك (بالإنجليزية: Homer C. Blake)‏ هو ضابط أمريكي، ولد في 1 فبراير 1822 في مقاطعة دوتشيز في الولايات المتحدة، وتوفي في 21 يناير 1880 بسبب ملاريا. شارك في عام 1871 في البعثة الكورية أثناء خدمته في السرب الآسيوي.